# Грузия на Играх доброй воли
Грузия принимала участие в летних Играх доброй воли, начиная с Игр 1994 года.
До 1994 года спортсмены Грузии принимали участие в Играх в составе команды СССР.
На всех Играх спортивные делегации Грузии завоевали всего 3 медали, из них 1 золотую.

## Медальный зачёт

### Медали на летних Играх
| Игры                 | Золото                             | Серебро                            | Бронза                             | Всего                              | Место                              |
| 1986, 1990           | участвовали в составе команды СССР | участвовали в составе команды СССР | участвовали в составе команды СССР | участвовали в составе команды СССР | участвовали в составе команды СССР |
| Санкт-Петербург 1994 | 1                                  | 0                                  | 0                                  | 1                                  | 26                                 |
| Нью-Йорк 1998        | 0                                  | 0                                  | 0                                  | 0                                  | —                                  |
| Брисбен 2001         | 0                                  | 1                                  | 1                                  | 2                                  | 36                                 |
| Всего                | 1                                  | 1                                  | 1                                  | 3                                  |                                    |